# Алехандер Огандо
Алехандер Огандо (3 травня 2000 , Сан-Хуан-де-ла-Магуанаd ) — домініканський легкоатлет, що спеціалізується на бігу на короткі дистанції, срібний призер Олімпійських ігор 2020 року, чемпіон світу.

## Кар'єра
| Рік                                  | Змагання                             | Місце проведення                     | Місце                                | Дисципліна                           | Результат                            | Примітки                             |
| Представник Домініканська Республіка | Представник Домініканська Республіка | Представник Домініканська Республіка | Представник Домініканська Республіка | Представник Домініканська Республіка | Представник Домініканська Республіка | Представник Домініканська Республіка |
| ------------------------------------ | ------------------------------------ | ------------------------------------ | ------------------------------------ | ------------------------------------ | ------------------------------------ | ------------------------------------ |
| 2021                                 | Світові легкоатлетичні естафети      | Хожув, Польща                        | 3                                    | естафета 4×400 метрів, мікст         | 3:17.58                              |                                      |
| 2021                                 | Олімпійські ігри                     | Токіо, Японія                        | 2                                    | естафета 4×400 метрів, мікст         | 3:10.21                              | NR                                   |
| 2022                                 | Чемпіонат світу                      | Юджин, США                           | 1                                    | естафета 4×400 метрів, мікст         | 3:09.82                              | WL NR                                |